# Arne A. Björnberg
Arne Alexander Björnberg, född 10 juni 1951 i Umeå, är svensk kemist och företagsledare.
Björnberg, som är filosofie doktor i kemi, är med och tar fram Euro Health Consumer Index, Europas enda återkommande jämförande analys av nationella sjukvårdssystem i 36 länder.
Björnberg har tidigare varit bland annat sjukvårdsdirektör på Norrlands Universitetssjukhus i Umeå, Europachef för Sjukvårdslösningar inom IBM och verkställande direktör för Apoteket AB under åren 1996–1998.
Han tilldelades 1988 en Silvervarg, Svensk Scoutings högsta utmärkelse.